# Mesosemia cinerea
Mesosemia cinerea är en fjärilsart som beskrevs av Hans Ferdinand Emil Julius Stichel 1929. Mesosemia cinerea ingår i släktet Mesosemia och familjen Riodinidae. Inga underarter finns listade i Catalogue of Life.